# Jamie
Jamie (también conocido como Jaime)  originalmente es un nombre de la forma familiar del nombre James. Sin embargo, se ha utilizado como un nombre en su propio derecho en países angloparlantes durante varias generaciones. Aunque originalmente el nombre era exclusivamente masculino, desde la década de los 1950 también se ha utilizado como un nombre femenino, especialmente en Canadá y los EE. UU.
- Jamie Allen, Experto estadounidense de las artes marciales
- Jamie Bamber, actor inglés
- Jamie Espejo, CEO Cloud Data Solutions
- Jamie Bell, actor inglés
- Jamie Carragher, Jugador inglés de fútbol
- Jamie Clayton, actriz y modelo estadounidense
- Jamie Chung, actriz estadounidense
- Jamie Cook, Guitarrista de la banda británica Arctic Monkeys
- Jamie Cope, Jugador inglés de snooker
- Jamie Crombie, Jugador estadounidense-canadiense de squash
- Jamie Cullum (n. 1979), Pianista, cantante y compositor inglés
- Jamie Lee Curtis, actriz estadounidense
- Jamie DeWolf, Poeta estadounidense
- Jamie Dimon, Director ejecutivo y presidente de J.P. Morgan Chase and Co.
- Jamie Dornan, modelo, actor y músico norteirlandes
- Jamie Dubs, fundador de Know Your Meme.
- Jamie Durie, Paisajista australiano y personalidad televisiva
- Jamie Farr, actor estadounidense
- Jamie Jones, Dj y Productor Galés
- Jamie Foxx, actor estadounidense
- Jamie Harris, Jugador de fútbol
- Jamie Hendry, productor de teatro
- Jamie Hewlett, Dibujante de cómics y cofundador de la banda Gorillaz
- Jamie Hyneman, Presentador de las series de televisión Cazadores de Mitos
- Jaymee Joaquín, actriz filipina
- Jamie Kennedy, Cómico y actor estadounidense
- Jamie Kennedy (chef), Chef canadiense
- Jamie King, actor británico
- Jamie Langenbrunner, Jugador estadounidense de hockey sobre hielo y capitán alternativo de los Saint Louis Blues
- Jamie Lidell, Músico y cantante de soul
- Jamie McCrimmon, Personaje ficticio de la serie de televisión Doctor Who
- Jamie McNeair, Atleta estadounidense del heptatlón
- Jamie Johnston, actor canadiense
- Jamie Masters, Jugador canadiense de hockey sobre hielo
- Jamie McGonnigal, actor estadounidense
- Jamie McMurray, Piloto estadounidense de NASCAR
- Jamie Murray, Jugador escocés de tenis
- Jamie O'Neill, Novelista irlandés
- Jamie Oliver, Chef inglés
- Jamie Parker, actor inglés
- Jamie Redknapp, Jugador inglés de fútbol
- Jamie Reid, Artista anarquista ingleś
- Jamie Spencer, Jockey irlandés
- Jamie Theakston, Presentador inglés de televisión y radio
- Jamie Thomas, Monopatinador estadounidense
- Jamie Lynn Spears, actriz y cantante estadounidense